# Štír středomořský
Štír středomořský (Buthus occitanus) je štír patřící do čeledi Buthidae.

## Popis
Tělo dospělého jedince je dlouhé kolem 8 cm. Nápadně žlutavě zbarvený štír, pouze hřbetní pláty jsou o něco tmavší. Klepeta makadel jsou velmi úzká, metasoma silná. Zakulacený poslední článek je asi tak dlouhý jako jedový bodec. Vpředu na okrajích hlavohrudi se nalézají na každé straně tři oči, další pár se nalézá uprostřed karapaxu. Některé poddruhy byly povýšeny na druhy např. Buthus occitanus tunetanus.

## Výskyt
Obývá suchá horká stanoviště s minimem vegetace. Ukrývá se pod kameny a při vysokých teplotách se někdy zahrabává, ale není to pravidlem. V noci jej lze nalézt pobíhajícího mimo úkryt a především v Tunisu jich lze pochytat v noci pomocí UV lampy velké množství. Chybí v znečištěných nebo zalesněných oblastech. Ve Francii jej lze nalézt na mnoha místech, ale například v znečistěných turistických oblastech jako je Saint Tropez chybí. Naopak perfektní místo k jeho nalezení je okolí Valencie. Ve velkých počtech se tito štíři také vyskytují v celé severní Africe (Alžírsko, Egypt, Libye, Tunisko, Maroko, Západní Sahara). Mimo to se vyskytují v Burkině Faso, Čadu, Džibutsku, Etiopii, Francii, Gambii, Guineji, Guineji-Bissau, Iráku, Jordánsku, Kypru, Libanonu, Mali, Maltě, Mauretánii, Maroku, Nigeru, Nigérii, Palestině, Izraeli, Portugalsku, Senegalu, Somálsku a Súdánu. Ve východní Evropě jej nahrazuje Mesobuthus gibbosus. Neověřený výskyt je v Itálii a Řecku. Na Balkánském poloostrově a v Turecku je hlášení o jeho nálezu záměnou s podobným Mesobuthus gibbosus. Severní hranicí výskytu tvoří Irák, kde jej nalezla v okolí Bagdádu slavná lékařka Vlasta Kálalová. Nikdo jiný jej v Iráku nenalezl. Údajně existuje kolonie B. occitanus v San Marinu a na ve vnitrozemí na západní suché části polosostrova Gargano, ale nebylo to ověřeno.

## Způsob života
Přes den se zdržuje pod kameny a při velmi horkém počasí se zahrabává hluboko do země. V noci se pohybuje v blízkosti svého úkrytu, kdy vyhledává potravu, kterou může být hmyz, nebo pavoukovci. Lze ho spatřit příležitostně i za dne - po silném dešti, když ho voda vyžene z jeho obydlí. Bodnutí tohoto štíra je velmi bolestivé, jed začne působit po několika hodinách, případně až po několika dnech. U citlivého jedince, nebo alergika může mít otrava jedovatější populací z Afriky velice závažné následky. Štíři středomořští z Evropy nejsou nebezpeční.

## Chov
Štír středomořský je jedním z nejčastěji chovaných štírů v Česku. Jsou chováni štíři z různých lokalit a jejich společný chov je nemožný vzhledem k rivalitě. Také nelze doporučit chov různě velkých exemplářů. Dospělce však lze chovat při dostatku krmení pohromadě. K chovu je třeba terárium pouštního typu s mnoha úkryty, jelikož se dva štíři nesnesou v tomtéž úkrytu. Vzhledem k vybíravosti je třeba více úkrytů než je štírů v teráriu. Jako podklad v teráriu je vhodný písek. V teráriu nesmí chybět stejně jako u žádného jiného štíra napáječka. Obvykle má okolo 40 mláďat, ale může jich být od 12 do 60. S odchovem nebývají závažnější potíže, ale objevuje se kanibalismus.